# Igre lakote: Upor, 2. del
Igre lakote: Upor, 2. del (v izvirniku angleško The Hunger Games: Mockingjay - Part 2) je vojni pustolovski film iz leta 2015, ki ga je režiral Francis Lawrence s scenarijem Petra Craiga in Dannyja Stronga. Film je drugi od dveh delov posnetih po distopičnem romanu Suzanne Collins, Upor in četrto nadaljevanje filmske serije Igre lakote, ki sta ga ki sta ga producirala Nina Jacobson in Jon Kilik skupaj z Lionsgatom. Zvezdniki filma Igre lakote: Upor, 2. del so Jennifer Lawrence, Josh Hutcherson, Liam Hemsworth, Woody Harrelson, Elizabeth Banks, Julianne Moore, Philip Seymour Hoffman (v svoji zadnji filmski vlogi), Robert Knepper, Stanley Tucci in Donald Sutherland. Je nadaljevanje prvega dela adaptacije Upora, Igre lakote: Upor, 1. del, ki je izšel 21. novembra 2014.
Zgodba se nadaljuje s Katniss Everdeen (Jennifer Lawrence), ki se pripravlja na vojno proti predsedniku Snowu (Donald Sutherland) in tiranskem Kapitolu. Skupaj s Peeto, Galom, Finnickom in drugimi odpotuje v Kapitol, da bi ubila Snowa. Vendar pa predsednica Coin (Julianne Moore), vodja okrožja 13 in upora, skriva večji načrt, ki ne bi lahko ogrozila le Katnissinega življenja, ampak tudi prihodnost Panema.
Snemanje obeh delov filma se je začelo 23. septembra 2013 v Atlanti, preden se je za dva tedna preselilo v Pariz in uradno končalo 20. junija 2014 v Berlinu, Nemčiji. 2. del je v Sloveniji prvič izšel 18. novembra 2015 in v Združenih državah Amerike 20. novembra 2015.

## Zgodba
Z narodom Panema v polnem vojnem obsegu sooči Katniss (Jennifer Lawrence) predsednika Snowa (Donald Sutherland) na zadnji obračun. Združena s skupino najbližjih prijateljev - vključno z Galom (Liam Hemsworth, Finnickom (Sam Claflin) in Peeto (Josh Hutcherson) - gre Katniss na misijo z enoto 13. okrožja, da bi naredila atentat na predsednika Snowa, ki je postal vedno bolj obseden z uničenjem nje. Čeprav uporniki sedaj nadzirajo večino Panema, mora dekle z ognjem še vedno premagati zadnji izziv za zmago nad predsednikovo "igro" - osvojiti Kapitol s tveganjem, da izgubi svoje prijatelje. Smrtne pasti, sovražniki in moralne odločitve, ki čakajo na Katniss, jo bodo izzvali bolj kot katera koli arena, s katero se je soočala v Igrah lakote, kot ona spozna na kocki ni več samo preživetje - tudi prihodnost.

## Igralska zasedba
- Jennifer Lawrence kot Katniss Everdeen
- Josh Hutcherson kot Peeta Mellark
- Liam Hemsworth kot Gale Hawthorne
- Woody Harrelson kot Haymitch Abernathy
- Elizabeth Banks kot Effie Trinket
- Willow Shields kot Primrose Everdeen
- Julianne Moore kot predsednica Alma Coin
- Philip Seymour Hoffman kot Plutarch Heavensbee
- Stanley Tucci kot Caesar Flickerman
- Donald Sutherland kot predsednik Coriolanus Snow
- Jeffrey Wright kot Beetee Latier
- Sam Claflin kot Finnick Odair
- Jena Malone kot Johanna Mason
- Natalie Dormer kot Cressida
- Mahershala Ali kot Boggs
- Paula Malcomson kot gospa Everdeen
- Stef Dawson kot Annie Cresta
- Gwendoline Christie kot poveljnica Lyme[6]
- Patina Miller kot poveljnica Paylor
- Evan Ross kot Messalla
- Wes Chatham kot Castor
- Elden Henson kot Pollux
- Meta Golding kot Enobaria
- Michelle Forbes kot poročnica Jackson[7]
- Omid Abtahi kot Homes[8]
- Eugenie Bondurant kot Tigris
- Nelson Ascencio kot Flavius
- Brooke Bundy kot Octavia
- Robert Knepper as Antonius
- Sarita Choudhury as Egeria

## Produkcija

### Pre-produkcija
10. julija 2012 je da bo tretji in zadnji del v seriji, Upor, razdeljen na dva dela. Igre lakote: Upor, 1. del je izšel 21. novembra 2014 in Igre lakote: Upor, 2. del bo izšel 20. novembra 2015. 1. novembra 2012 je Francis Lawrence, direktor Krvavega meščevanja je napovedal, da da bo režiral oba končna dela v seriji.
6. decembra 2012 je Danny Strong oznanil, da bo napisal scenarij za tretji in četrti film. 15. februarja 2013 je Lionsgate potrdil scenarij za 1. del, ki ga je napisal Strong in mu dal dovoljenje za pisanje 2. dela. Kasneje avgusta je Hemsworth potrdil, da se bo snemanje filma začelo septembra 2013.
Filmska produkcija se je začela 16. septembra 2013 v Bostonu v Atlanti in v Los Angelesu. 13. novembra 2013 je Nina Jacobson razkrila, da je bil Peter Craig najet, da napiše adaptacije.

### Izbiranje igralske zasedbe
16. septembra 2013 je Lionsgate objavil, da se je igralka Lily Rabe pridružila igralski zasedbi v vlogi poveljnice Lyme. Med tem je bil tudi razpis za statiste. Rabe je zatem zapustila film zaradi konflikta urnika z 2014 produkcijo Mnogo hrupa za nič. 4. aprila 2014 je bilo objavljeno, da jo bo zamenjala Gwendoline Christie.

### Snemanje
Snemanje se je začelo 23. septembra 2013 v Atlanti in zaključilo 20. junija 2014 v Berlinu. 2. del je bil posnet brez odmora za 1. delom. V sredi oktobra je bila ekipa opažena med snemanjem v Rockmartu. Ekipa in igralna zasedba sta si vzeli odmor za promocijo filma Igre lakote: Kruto maščevanje in snemanje se je nadaljevala 2. decembra 2013. 14. december 2013 je snemanje potekalo v Marriottu Marquisu v Atlanti. 18. decembra se je snemanje začelo na Caldwell Tanks v Newnanu v Georgii.
Philip Seymour Hoffman, ki v filmu igra Plutarha Heavensbeeja, je umrl 2. februarja 2014 v New Yorku. Lionsgate izdal izjavo, da je Hoffman zaključili snemanje večino svojih prizorov pred svojo smrtjo.
18. aprila 2014 je producentka Nina Jacobson objavila, da se je snemanje v Atlanti ravno zaključilo in režiser Francis Lawrence je naslednji dan objavil o selitvi produkcije v Evropo. Objavljeno je bilo, da se bodo bojni prizori snemali v Parizu in na berlinskem letališču Tempelhof v Berlinu. 7. maja so začeli snemati na ulicah Pariza in v mestu Ivry-sur-Seine, kjer sta bila Lawrence in Hemsworth opažena med snemanjem nekaterih prizorov med statisti.
9. maja je bilo poročano, da je snemanje potekalo v Noisy Le Grand v Parizu, kjer so bili Lawrence, Hemsworth, Hutcherson in Claflin opaženi na snemanju, ki je ponovno ustvaril svet Panema. To je bila ista lokacija, kjer je bila film Brazil posnet leta 1984.
Proti koncu maja je igralska zasedba in ekipa je posnela prizore na več lokacijah v Berlinu in Brandenburgu v Nemčiji. V Rüdersdorfu v Brandenburgu je ekipa posnela prizore za prikazovanje 8. okrožja v stari cementarni. Hemsworth se je med snemanjem poškodoval in je bil odnešen k zdravniku v Berlinskem mestnem okraju Mitte. Prizori za 2. okrožje so bili posneti na Berlinskem letališču Tempelhof z Jennifer Lawrence in Joshem Hutchersonom na prizorišču. Nemška agencija za igralsko zasedbo je poiskala 1000 statistov tuje narodnosti (afriške, azijske, južno-evropske in turške) in "živele obraze", da posnamejo prizore v filmskem studiu Babelsberg.

## Potencialno nadaljevanje ali predzgodba
Čeprav je franšiza Igre lakote sestavljen iz samo treh romanov (ki so adaptirane v štirih filmih), je 6. februarja 2015 Jon Feltheimer, izvršni direktor Lionsgata, razkril, da so "aktivno iskali na neki razvoj in razmišljanje o možnosti o predzgodbi in nadaljevanju" za  franšizo Iger lakot. Dejal je, da so bili pripravljeni storiti kar je Warner Bros delal s franšizo Harry Potter (2001-2011), da ga ponovno uvede s prihajajočimi filmi Magične živali in njihovi ekosistemi (angleško Fantastic Beasts and Where to Find Them) (2016-2020).